# Sars-le-Bois
Sars-le-Bois és un municipi francès situat al departament del Pas de Calais i a la regió dels Alts de França. L'any 2007 tenia 68 habitants.

## Demografia

### Població
El 2007 la població de fet de Sars-le-Bois era de 68 persones. Hi havia 28 famílies de les quals 8 eren unipersonals (8 homes vivint sols), 8 parelles sense fills i 12 parelles amb fills.
La població ha evolucionat segons el següent gràfic:
Habitants censats

### Habitatges
El 2007 hi havia 36 habitatges, 29 eren l'habitatge principal de la família, 6 eren segones residències i 1 estava desocupat. Tots els 36 habitatges eren cases. Dels 29 habitatges principals, 23 estaven ocupats pels seus propietaris i 6 estaven llogats i ocupats pels llogaters; 2 tenien dues cambres, 5 en tenien tres, 9 en tenien quatre i 12 en tenien cinc o més. 25 habitatges disposaven pel capbaix d'una plaça de pàrquing. A 11 habitatges hi havia un automòbil i a 16 n'hi havia dos o més.

### Piràmide de població
La piràmide de població per edats i sexe el 2009 era:
| Homes | Edats   | Dones |
| ----- | ------- | ----- |
| 0     | 95 o +  | 0     |
| 0     | 90 a 94 | 0     |
| 0     | 85 a 89 | 0     |
| 0     | 80 a 84 | 1     |
| 4     | 75 a 79 | 2     |
| 2     | 70 a 74 | 4     |
| 0     | 65 a 69 | 1     |
| 1     | 60 a 64 | 1     |
| 0     | 55 a 59 | 1     |
| 2     | 50 a 54 | 0     |
| 1     | 45 a 49 | 2     |
| 6     | 40 a 44 | 4     |
| 1     | 35 a 39 | 2     |
| 5     | 30 a 34 | 3     |
| 0     | 25 a 29 | 0     |
| 2     | 20 a 24 | 2     |
| 1     | 15 a 19 | 5     |
| 1     | 10 a 14 | 5     |
| 4     | 5 a 9   | 0     |
| 1     | 0 a 4   | 2     |

## Economia
El 2007 la població en edat de treballar era de 51 persones, 41 eren actives i 10 eren inactives. De les 41 persones actives 38 estaven ocupades (20 homes i 18 dones) i 3 estaven aturades (1 home i 2 dones). De les 10 persones inactives 5 estaven jubilades, 4 estaven estudiant i 1 estava classificada com a «altres inactius».
Activitats econòmiques
Dels 2 establiments que hi havia el 2007, 1 era d'una empresa extractiva i 1 d'una empresa de construcció.
L'únic servei als particulars que hi havia el 2009 era una fusteria.
L'any 2000 a Sars-le-Bois hi havia 5 explotacions agrícoles.

## Poblacions més properes
El següent diagrama mostra les poblacions més properes.